# Bertrand Kurtscheid
Bertrand Kurtscheid OFM (* 11. März 1877 in Rheinbrohl als Valentin Kurtscheid; † 29. August 1941 in Rom) war ein deutscher Franziskaner und Kirchenrechtler.

## Leben
Er besuchte das Franziskanerkolleg Harreveld. Er trat 1894 in den Franziskanerorden ein. Er wurde 1903 in Paderborn zum Priester geweiht. Ab 1906 studierte er an der Albert-Ludwigs-Universität Freiburg und wurde 1910 zum Dr. theol. promoviert. Er war Lektor des Kirchenrechts an der Ordenshochschule in Paderborn (1908–1922). Die Generalleitung des Ordens berief ihn 1922 als Professor des Kirchenrechts an das Antonianum in Rom, wo er bis 1930 tätig war. Als Professor der Rechtsgeschichte und Methodologie wirkte er seit 1931 auch am Athenaeum Saint Apollinare.

## Schriften (Auswahl)
- Das Beichtsiegel in seiner geschichtlichen Entwicklung. Freiburg im Breisgau 1912, OCLC 15741981.
- Die christliche Ehe. Düsseldorf 1928, OCLC 633386514.
- Das neue Kirchenrecht. Zusammenstellung der wichtigsten Neubestimmungen. Zugleich als Ergänzung zu Heiners Katholisches Kirchenrecht . Paderborn 1921, OCLC 878398319.
- mit Livarius Oliger: De methodologia historico-iuridica. Breves adnotationes ad usum scholarium. Rom 1947, OCLC 929341315.